# 鹿野インターチェンジ
鹿野インターチェンジ（かのインターチェンジ）は、山口県周南市鹿野上に位置する中国自動車道のインターチェンジである。
接続する国道315号を利用して山口市の旧阿東町徳佐地区や周南市徳山地区などにアクセスできる。
山口県警察高速道路交通警察隊小郡分駐隊鹿野派遣所が併設されている。

## 道路
- 中国自動車道（30番）

## 歴史
- 1980年10月17日 : 鹿野IC - 山口IC間の供用開始により開通。
- 1983年3月24日 : 千代田IC - 鹿野IC間の供用開始。

## 接続する道路

### 直接接続
- 国道315号
- 山口県道3号新南陽津和野線（国道315号と重複）

## 料金所
- ブース数：4

### 入口
- ブース数：2
  - ETC専用：1
  - 一般(希に一般・ETC)：1

### 出口
- ブース数：2
  - ETC専用：1
  - 一般：1

## 周辺
- （国道315号経由）津和野・周南（旧・徳山市街）方面
- 漢陽寺
- 石船温泉

## 隣
E2A 中国自動車道
(29)六日市IC/BS - 朝倉PA/BS - (30)鹿野IC/BS - 鹿野SA - (31)徳地IC/BS